# Корвооя
Корвооя — река в Мурманской области России. Протекает по территориям городского округа Ковдорский район и Кандалакшского района. Левый приток реки Ёна.
Длина реки составляет 16 км.
Берёт начало в болотистой местности между горами Лайстунтури и Корвойва на высоте свыше 400 м над уровнем моря. Протекает по лесной, местами болотистой местности. Порожиста. Впадает в Ёну слева на высоте 255 м над уровнем моря в 69 км от устья. Населённых пунктов на реке нет.

## Данные водного реестра
По данным государственного водного реестра России относится к Баренцево-Беломорскому бассейновому округу, водохозяйственный участок реки — река Нива, включая озеро Имандра. Речной бассейн реки — бассейны рек Кольского полуострова и Карелии.
Код объекта в государственном водном реестре — 02020000312101000009779.